# Хатти
Це стаття про германське плем'я. Про стародавній малоазійський етнос див. Хатті (народ).

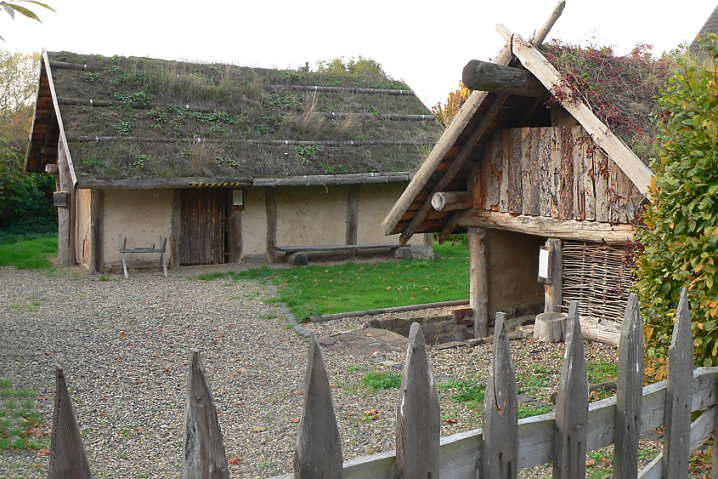
Реконструкція хаттського житла

Хатти (нім. Chatten [xatən]; лат. Chatti) — германське плем'я, що жило у верхів'ях Лана (притоки Рейну), Едра (притоки Фульда) і Веррі. Сьогодні це території Нижнього і Верхнього Гессена (Німеччина). Основною територією селищ хаттів була рівнина Фрітцлар-Ваберн, а також район міста Касселя. Окремі поселення доходили аж до Рейну, де хатти неодноразово вступали у військові конфлікти з римлянами.
У 9 році хатти взяли участь у повстанні Армінія проти римського намісника Квінтілія Вара і в наступні роки увійшли в антиримську коаліцію під проводом херусків. З іншого боку, як повідомляють джерела, один знатний хатт на ім'я Адгандестрій був причетний до вбивства Армінія (бл. 19-21). У 15 році під час військової кампанії під керівництвом римського полководця Германіка було повністю зруйновано головне селище хаттів Матті (точне місцезнаходження невідоме).
Близько 58 року хатти вели війни зі своїми східними сусідами гермундурами, ділячи прибережні території річки, по якій доставлялася сіль (ймовірно, йдеться про Веррі).
У 69 році хатти брали участь у повстанні батавів. Під батавами в історичній літературі прийнято розуміти плем'я, що жило на території сучасних Нідерландів. Батави — спочатку хатти, які внаслідок внутрішньоплеменних конфліктів були змушені покинути споконвічні території.
У 162 році хатти вторглися у Верхню Німеччину і Рецію, а в 170-му — до Бельгії.

## Тацит про хаттів
Римський історик Тацит повідомляє в своїй праці Германія, що хатти охочіше за інших німецьких племен селилися в горах і були тому міцніші й сильніші, відрізняючись діяльним і ініціативним характером. Тацит порівнює дисципліну та організованість племені хаттів з порядками Риму. Як і римські легіонери, воїни хаттів підпорядковувалися наказам своїх полководців, вели бій у строгому порядку і ночували винятково в укріплених таборах. Крім того, Тацит розповідає про один із звичаїв хаттів: досягаючи дорослих років, вони відрощують волосся і бороди, обіцяючи своїм богам зістригти їх, як тільки вб'ють свого ворога. Над тілом ворога і його зброєю вони стрижуть собі бороди і голови, проголошуючи, що вони гідні свого племені і своїх батьків, адже вони віддали їм за своє народження.

## Союз франкських племен (бл. 500)
На початку VI століття область, де селилися хатти, була захоплена франками, чиїм вождем був Хлодвіг. Земля хаттів стала частиною королівства франків і стримувала напади саксів, які були сусідами хаттів з півночі і регулярно атакували хаттські і франкські землі. У складі королівства франків Хаттам вдалося значною мірою зберегти автономію. Примітно, що хатти (поряд з фризами) — єдине німецьке плем'я, назва якого і понині продовжує жити як в назві місцевості, так і в іменуванні жителів.
Хатти, що жили на території сучасної Франції, найдовше залишалися вірними своїм німецьким богам. В 723 році у Гайсмар, неподалік від Фрітцлара, місіонер Боніфацій зрубав дуб Донара, що було початком навернення хаттів до християснтва.
738 роком датується перша згадка назви Гессен (нім. Hessen): Григорій Турський повідомляє в листі Боніфація про деяких хаттів, народу Гессена (лат. populus hassiorum), які селяться в пониззі річки Фульда. Пізніше так стали назвивать жителів як Верхнього, так і Нижнього Гессена.
Згідно з сучасними уявленнями, ім'я власне Chatti перетворювалося на сьогоднішнє Hessen поступово: Chatti> Hatti> Hassi (бл. 700)> Hessi (738)> Hessen. У консервативній німецькій лінгвістиці XIX ст. пропонувалася інша точка зору: Chatten> Hatten> Hatzen> Hassen> Hessen (нині відкидається, оскільки не враховує історичних змін верхньонімецьких морфем).

## Племена у складі хаттів і споріднені племена
- Батави
- Хаттуари
- Ландоуди
- Маттіакі
- Нертереани
- Ніктренси
- Каннінефати